# Гвоздь (объединение)
«Гвоздь» — акционерное общество (синдикат), одно из крупнейших монополистических объединений предприятий тяжёлой индустрии начала XX века в Российской империи.

## История
Предшественниками синдиката «Гвоздь» были гвоздильные конвенции, которые возникают вскоре после появления в конце 1870-х и в начале 1880-х годов первых заводов по выработке проволочных гвоздей в польских и прибалтийских губерниях России.
В период 1900—1902 годов представители 20 крупнейших металлоперерабатывающих предприятий Центрального промышленного района, Прибалтийского района и Южной России начали поиск путей координации действий на рынках сбыта. В результате 6 декабря 1903 года было создано объединение с правлением в Санкт-Петербурге.
Заводы объединения производили гвозди, проволоку, винты, гайки, специальные сорта железа и крицы в таких объёмах, чтобы на внутренних рынках постоянно ощущался их дефицит. Это давало им возможность регулярно повышать цены. Так, уже после возникновения синдиката в 1903 году цены на пуд гвоздей повысились на 30 %; точно также повысилась и цена на проволоку, причём эти высокие цены держались вплоть до распада синдиката.
Ведущую роль в объединении играли такие индустриальные гиганты Восточного Приднепровья, как Брянский рельсопрокатный завод в городе Екатеринослав, железоделательный и механический завод, Донецкое общество железоделательного и сталелитейного производства в Дружковке, общество русской железоделательной промышленности, Южно-Русское Днепровское металлургическое общество, Одесский металлургический завод, интересы которых в правлении «Гвоздя» представляли такие местные магнаты, как А. Паскье, А. Шполянский, Ф. Гантке, И. Ясюкович. В Южной России производилась четверть продукции объединения.
Согласно одним данным, «Гвоздь» прекратил своё существование накануне 1905 года из-за обострения в объединении внутренних противоречий, а также из-за недовольства царского правительства его деятельностью, по другим — к 1 января 1909 года.
После распада синдиката «Гвоздь» шесть наиболее крупных проволочно-гвоздильных предприятий Москвы и Северо-Западного района объединили продажу своих изделий в общество «Проволока», которое уже не пользовалось монополией, но, тем не менее, оказывало заметное влияние на рынок данных изделий  в России.